# Svenska Dyslexiföreningen
Svenska Dyslexiföreningen är en svensk förening för dyslexi som bildades 1989. Medlemmarna är i första hand personer som arbetar med barn eller vuxna som har grava läs- och skrivsvårigheter, till exempel lärare, specialpedagoger, logopeder, läkare och psykologer, men föreningen är öppen för alla.

## Mål
Föreningen har som mål att sprida kunskap och skapa medvetenhet om dyslexi/läs- och skrivsvårigheter, omsätta aktuell forskning i pedagogisk verksamhet samt på olika sätt tillvarata läs- och skrivhandikappades intressen.

## Samarbete
Svenska Dyslexiföreningen samarbetar med Svenska Dyslexistiftelsen, Förbundet Funktionshindrade Med Läs- och skrivsvårigheter (FMLS) och Föräldraföreningen för Dyslektiska Barn (FDB).